# Moricandia arvensis
El coletxó, colèjol o moricàndia (Moricandia arvensis) és una espècie mediterrània pertanyent a la família de les brassicàcies.

## Etimologia
- Moricandia: nom en honor del botànic suís Moïse Étienne Moricand (Moric.) (1780-1854).[3]
- arvensis: mot que prové del llatí arvum = conreu, camp cultivat.[4]

## Noms vernacles
alcolejo (PV), colejo (PV), colejó (PV), coléjol (PV), colèjol (PV), coletjo (PV), collejo (PV), colletxó (PV, C), colletxó comú (C), coletxó (PV, C), coleta (PV), coletxó comú (C) i moricàndia (B).

## Descripció
Camèfit molt ramificat des de la base, s'alça fins a 65 cm. Les tiges són erectes, ramoses i llenyoses a la base. Les fulles, de color glauc, basals no formen una clara roseta, són obovades, d'àpex obtús, amb la base més o menys cordiforme; les caulinars van de crenades a senceres, amplexicaules, amb àpex d'agut a obtús. Les flors estan agrupades en un raïm de 10-20 flors, amb l'eix no flexuós. El calze amb 4 sèpals mitjans, linears, oblongs i obtusos. Els laterals són oblong-lanceolats, gibosos a la base. La corol·la presenta 4 pètals de 21-29 mm, de color lila, més rarament blancs. El fruit en síliqua linear, de 30-60 x 2-3 mm, rectes, erectes, lateralment comprimides, quedant més o menys en perpendicular respecte de la tija. Les llavors són de quasi 1,2 x 0,8 mm, biseriades, el·lipsoïdals, aplanades, àpteres i de color marró. Floreix de març a juliol. 2n = 28.

## Distribució i hàbitat
Creix en zones ruderals acusadament nitròfiles, com ara cultius, cunetes i llocs alterats. Sobre substrats bàsics, guixenc o calcaris, des del nivell del mar als 700 m d'altitud.
Apareix en el sud d'Europa i el nord-oest d'Àfrica. A la península Ibèrica, al centre, sud i est. Present a tots els Països Catalans, a Catalunya, abunda a les terres al nord de l'Ebre, i, al País Valencià, a les terres d'Alacant.

## Usos
És un bioindicador de sòls pobres, secs i nitrificats. També és una planta mel·lífera. Rarament consumida en amanida, però sí com a aliment per al ramat.
La moricàndia atrau a un gran nombre de pugons durant tot l'any sense que li supose un mal massa gran a la planta, és el que s'anomena planta búnquer. Aquest tipus de planta és interessant per a tindre preses alternatives als camps i horts per als depredadors i parasitoides. D'aquesta manera, quan arriben les espècies de pugó que poden convertir-se en plaga per als cultius, els seus enemics naturals ja es trobaran en la zona i dificultaran que la població esdevinga en plaga.

## Galeria

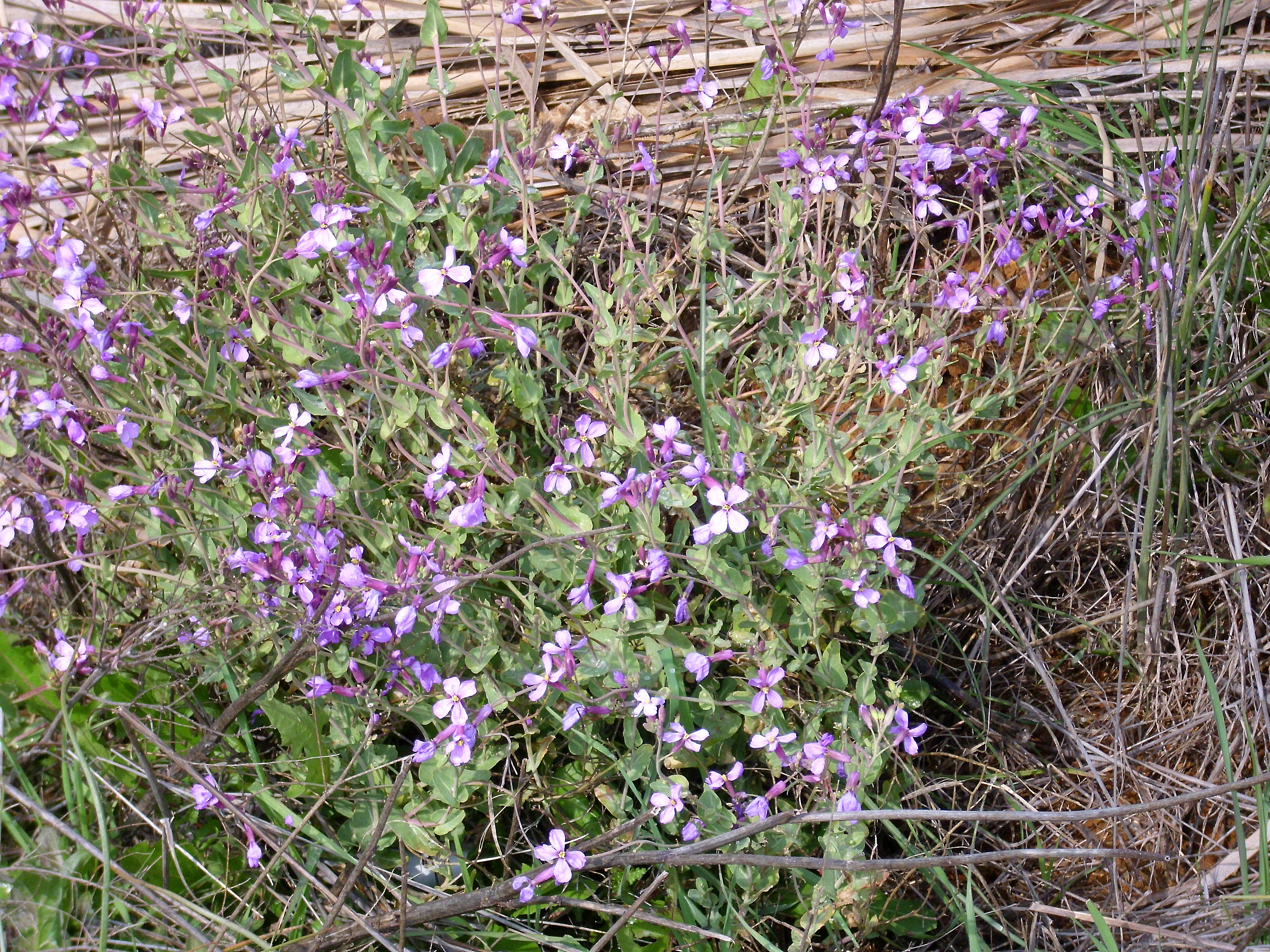
Individu en camp
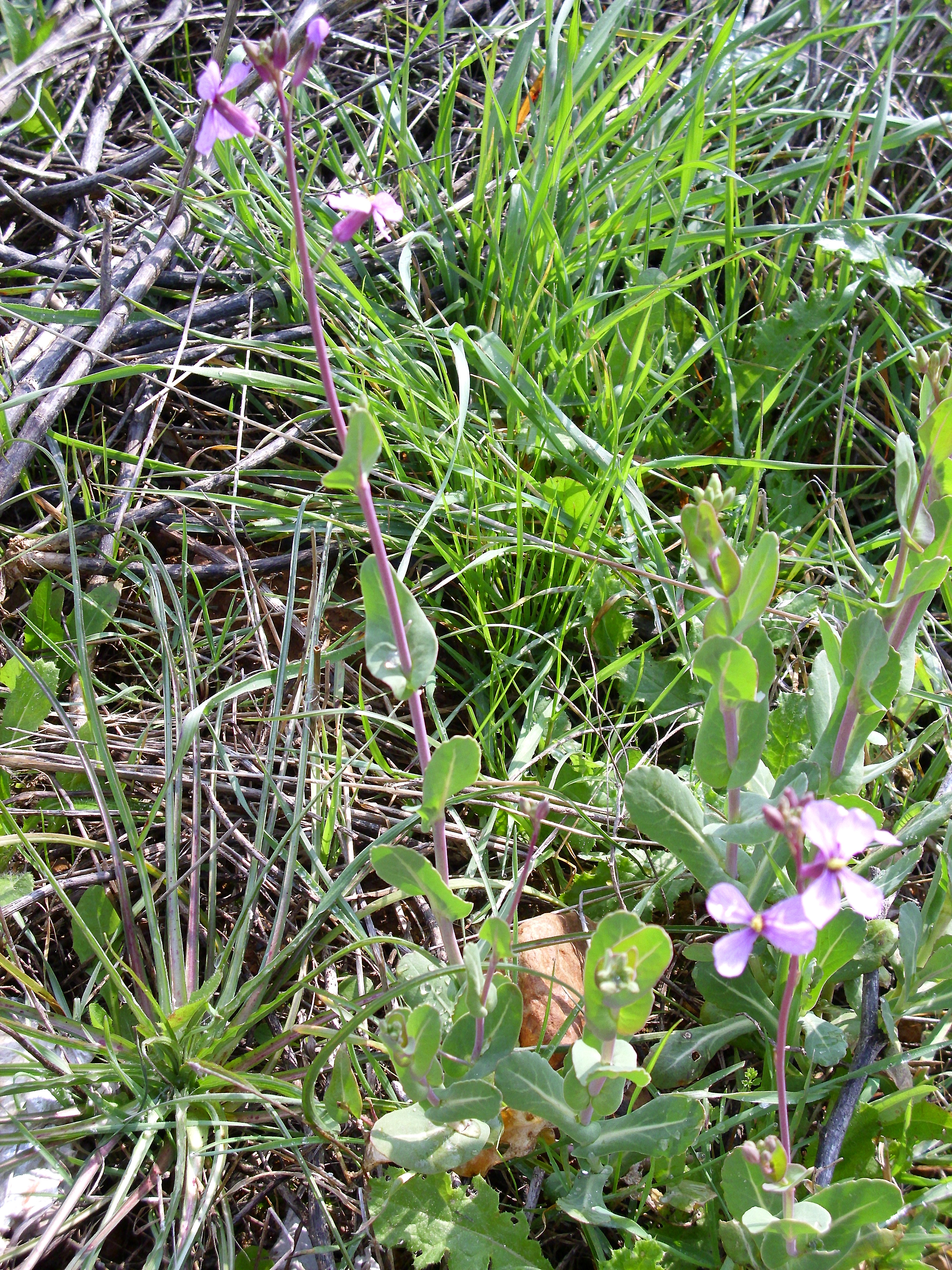
Hàbit
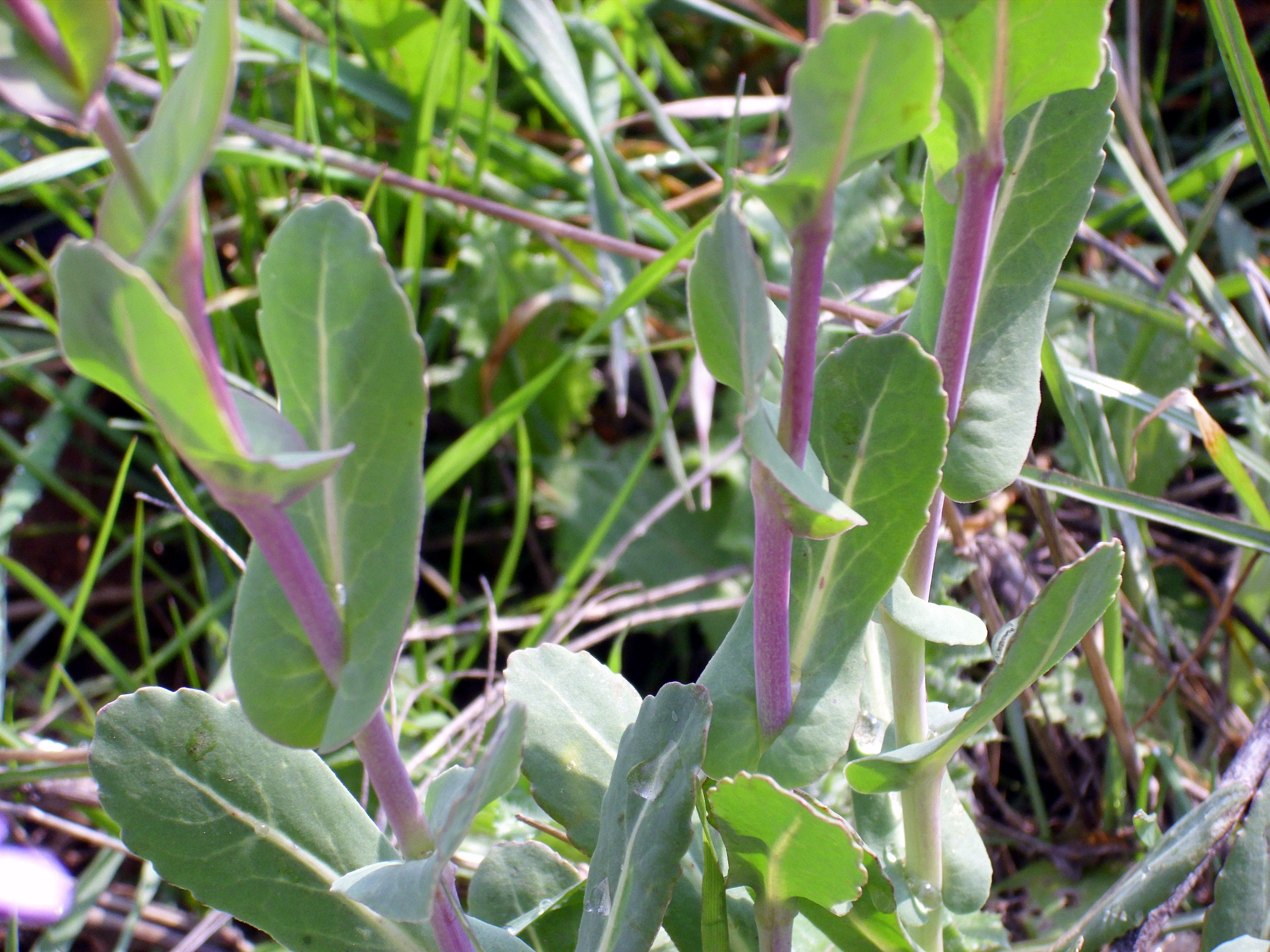
Fulles
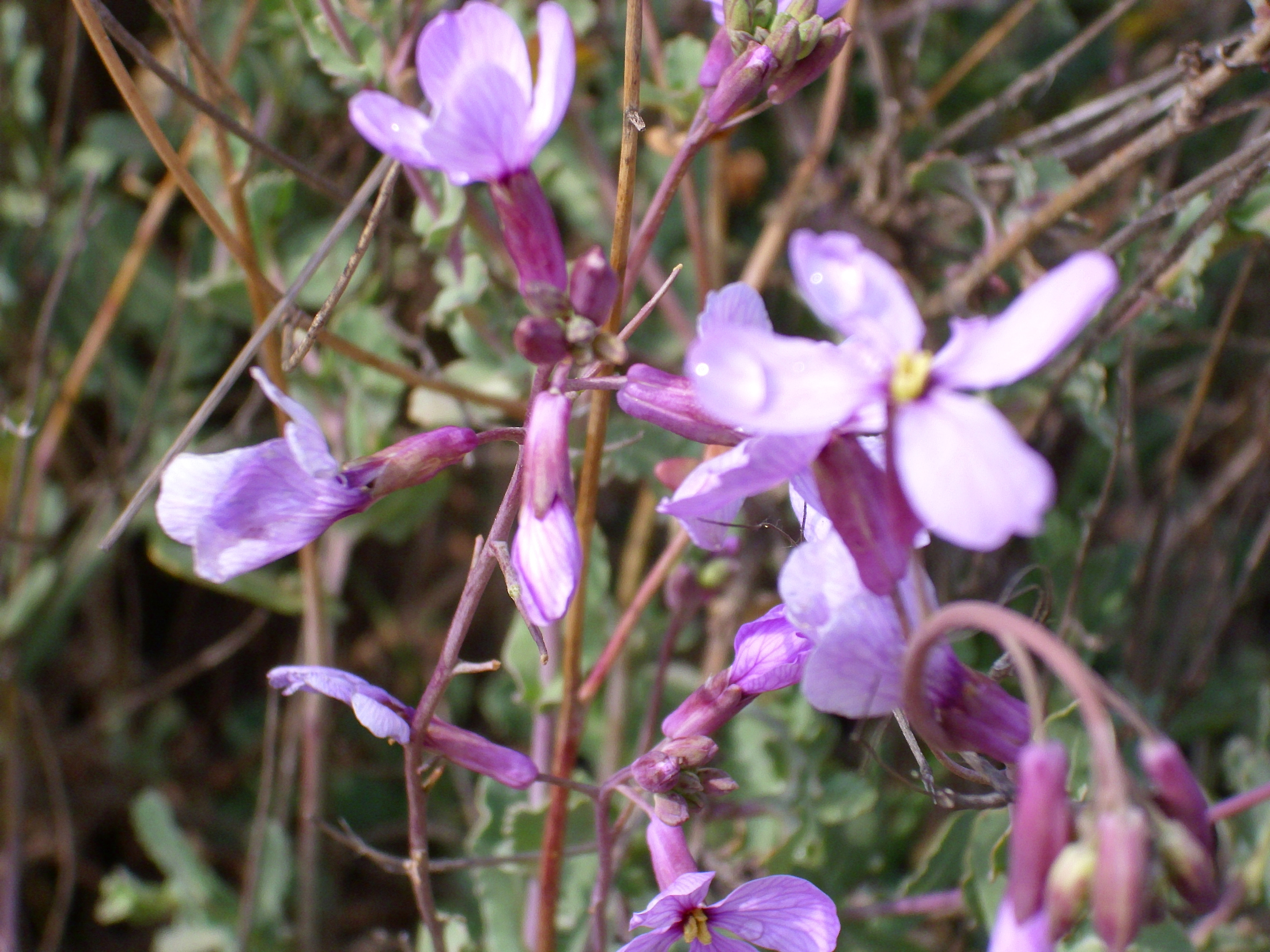
Flors
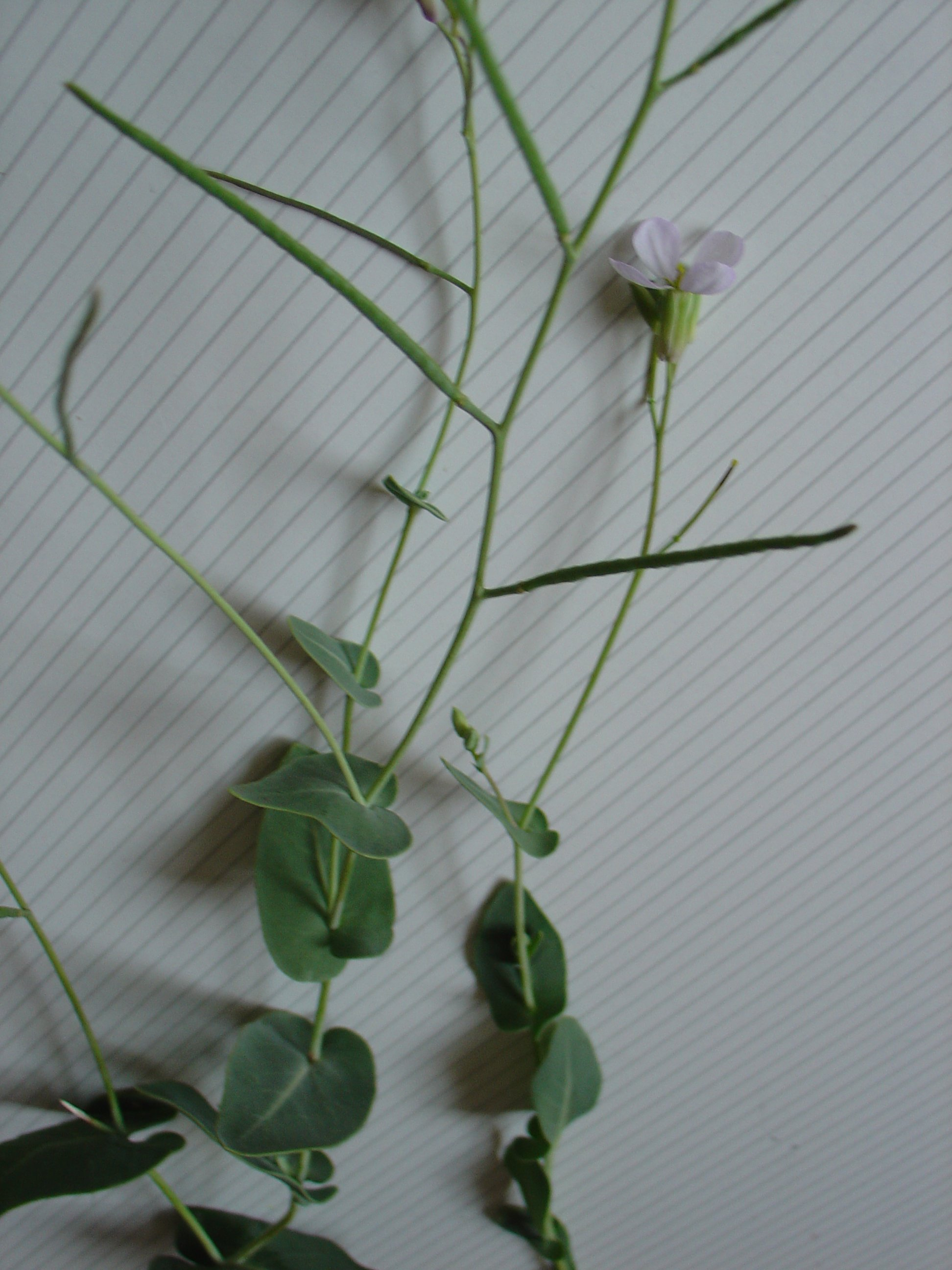
Fruits